# Opéra Bastille
Opéra Bastille (franska: [ɔpeʁa bastij]

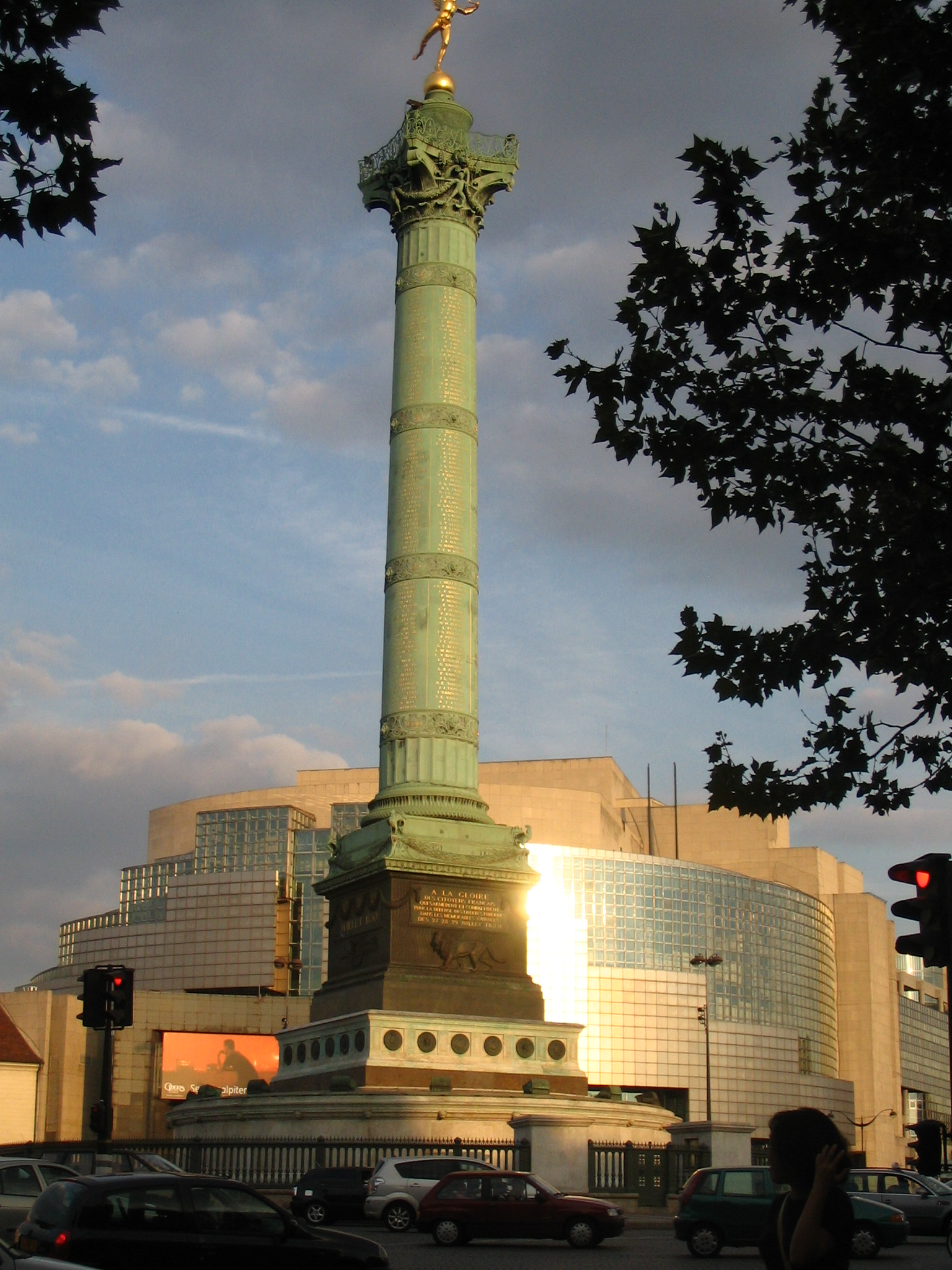
Opéra Bastille

 ( lyssna)) är ett operahus i Paris i Frankrike. Byggnaden är belägen vid Place de la Bastille och invigdes den 13 juli 1989, på tvåhundraårsdagen av stormningen av Bastiljen. Huset ritades av arkitekten Carlos Ott, som vann en arkitekttävling utlyst av Frankrikes dåvarande president François Mitterrand. Byggnationen påbörjades 1984. Det tidigare centralt belägna operahuset Palais Garnier används idag för balettföreställningar. Bland svenska operasångare som på senaste tiden uppträtt på Bastiljoperan märks Katarina Dalayman, Michael Weinius och Nina Stemme.